# 21561 Masterman
21561 Masterman (1998 QR93) là một tiểu hành tinh vành đai chính được nhóm nghiên cứu tiểu hành tinh gần Trái Đất phòng thí nghiệm Lincoln phát hiện ngày 28 tháng 8 năm 1998 tại Socorro.